# 鳥取県道300号米子環状線
鳥取県道300号米子環状線（とっとりけんどう300ごう よなごかんじょうせん）は、鳥取県米子市を通る一般県道である。

## 概要
米子市陰田町から米子市葭津に至る。

### 路線データ
本線
- 起点：鳥取県米子市陰田町（錦海団地西入口交差点、国道9号交点）
- 終点：鳥取県米子市葭津（鳥取県道47号米子境港線交点）

支線
- 起点：鳥取県米子市夜見町（夜見町交差点、国道431号・鳥取県道300号米子環状線本線交点）
- 終点：鳥取県米子市彦名町（米子高専入口交差点、鳥取県道47号米子境港線交点）

## 路線状況

### 重複区間
本線
- 鳥取県道・島根県道102号米子広瀬線（米子市大谷町 - 米子市目久美町・美吉橋交差点）
- 国道9号（米子市車尾4丁目・車尾交差点 - 米子市車尾7丁目・新日野橋西交差点）
- 国道431号（米子市皆生新田2丁目 - 米子市皆生新田2丁目・労災病院入口交差点）
- 鳥取県道206号皆生車尾線（米子市皆生新田2丁目・労災病院入口交差点 - 米子市皆生温泉3丁目・皆生浄化センター入口交差点）
- 国道431号（米子市両三柳・卸団地入口交差点 - 米子市和田町・下和田交差点）

支線
- 鳥取県道208号東福原樋口線（米子市夜見町）

### 道路施設

#### 橋梁
本線
- 水貫橋（水貫川、米子市、国道431号重複区間内）
- 堀川橋（堀川、米子市）
- 三柳橋（加茂新川、米子市、国道431号重複区間内）
- 見崎橋（大水落川、米子市、国道431号重複区間内）
- 長兵衛橋（長兵衛川、米子市、国道431号重複区間内）
- 和田浜橋（境線、米子市）

支線
- 夜見橋（米川、米子市）

## 地理

### 通過する自治体
- 鳥取県
  - 米子市

### 交差する道路
| 交差する道路                                                       | 交差する場所  | 交差する場所                                                                                             |
| 本線                                                               | 本線          | 本線 |
| ------------------------------------------------------------------ | ------------- | --- |
| 国道9号 鳥取県道・島根県道101号米子伯太線 重複                     | 陰田町        | 錦海団地西入口交差点 / 起点                                                                              |
| E9 山陰自動車道 国道9号 / 米子中IC - 米子西IC側道                  | 陰田町        | 奥陰田交差点 19-1 米子中IC 鳥取方面出入口                                                                |
| 鳥取県道・島根県道102号米子広瀬線 重複区間起点                     | 大谷町        | |
| 鳥取県道・島根県道102号米子広瀬線                                  | 目久美町      | 美吉橋交差点                                                                                             |
| 国道181号 国道183号 重複 国道482号 重複                            | 道笑町4丁目   | 明道地下道交差点                                                                                         |
| 鳥取県道502号米子境港自転車道線                                    | 車尾南1丁目   | |
| 国道9号 重複区間起点 鳥取県道206号皆生車尾線                       | 車尾4丁目     | 車尾交差点                                                                                               |
| 国道9号 重複区間終点 鳥取県道244号境車尾線                         | 車尾7丁目     | 新日野橋西交差点                                                                                         |
| 国道431号 重複区間起点                                             | 皆生新田2丁目 | |
| 国道431号 鳥取県道206号皆生車尾線 重複区間起点                     | 皆生新田2丁目 | 労災病院入口交差点                                                                                       |
| 鳥取県道206号皆生車尾線 重複区間終点                               | 皆生温泉3丁目 | 皆生浄化センター入口                                                                                     |
| 鳥取県道207号皆生西原線                                            | 皆生温泉3丁目 | 米子市観光センター前交差点                                                                               |
| 国道431号 重複区間起点 鳥取県道245号両三柳後藤停車場線             | 両三柳        | 卸団地入口交差点                                                                                         |
| 鳥取県道317号両三柳西福原線                                        | 河崎          | 河崎交差点                                                                                               |
| 鳥取県道300号米子環状線 / 支線                                     | 夜見町        | 夜見町交差点                                                                                             |
| 国道431号 重複区間終点                                             | 和田町        | 下和田交差点                                                                                             |
| 鳥取県道502号米子境港自転車道線                                    | 葭津          | |
| 鳥取県道47号米子境港線                                             | 葭津          | 終点 |
| 支線                                                               |               | |
| 国道431号 鳥取県道300号米子環状線 / 本線                           | 夜見町        | 夜見町交差点 / 支線起点【北緯35度28分22.8秒 東経133度18分6.4秒 / 北緯35.473000度 東経133.301778度】      |
| 鳥取県道208号東福原樋口線 重複区間起点                             | 夜見町        | |
| 鳥取県道208号東福原樋口線 重複区間終点 鳥取県道220号弓ヶ浜停車場線 | 夜見町        | |
| 鳥取県道502号米子境港自転車道線                                    | 夜見町        | |
| 鳥取県道47号米子境港線                                             | 彦名町        | 米子高専入口交差点 / 支線終点【北緯35度27分9.7秒 東経133度17分1.6秒 / 北緯35.452694度 東経133.283778度】 |

### 交差する鉄道
- 山陰本線
- 伯備線

### 沿線
本線
- 鳥取県立米子西高等学校
- JR西日本山陰本線・境線 米子駅
- 米子市立明道小学校
- 米子市立東山中学校
- 鳥取県立米子南高等学校
- 日野川
- 米子市立福生中学校
- 山陰労災病院
- 皆生温泉
- 鳥取県立総合療育センター
- 鳥取県立皆生養護学校
- 米子駐屯地
- 米子市立加茂小学校
- 米子市立和田小学校
- JR西日本境線 和田浜駅
- 米子市立崎津小学校

支線
- 米子工業高等専門学校